# Atelier Livre Xico Stockinger
O Atelier Livre da Prefeitura Municipal de Porto Alegre, denominado oficialmente como Atelier Livre Xico Stockinger, é uma das mais importantes escolas de arte não universitárias do Brasil, na cidade de Porto Alegre, estado do Rio Grande do Sul.
A denominação, por meio da Lei Municipal de Porto Alegre 11.383 (3 dez. 2012), é uma homenagem ao artista Francisco Stockinger, fundador e primeiro diretor da instituição.
Sua criação ocorreu em abril de 1961, a partir da experiência de novembro do ano anterior, quando o pintor Iberê Camargo ministrou um curso aberto de pintura na então Galeria Municipal de Arte de Porto Alegre. Esse curso demonstrou o potencial de criação na cidade de um ateliê aberto, livre, em oposição ao ensino acadêmico do Instituto de Belas Artes (atual Instituto de Artes da Universidade Federal do Rio Grande do Sul). Posto em prática a quatro mãos pelo crítico de arte Carlos Scarinci e pelo escultor Francisco Stockinger, o chamado Atelier Livre começou a funcionar no mesmo espaço o qual funcionava a Galeria Municipal de Arte, em uma sala de formato circular, nos altos da estação dos bondes da Praça XV de Novembro (Porto Alegre), tendo como o seu primeiro diretor e funcionário o próprio Francisco Stockinger. Em pouco tempo, com o aumento dos cursos oferecidos (história da arte, gravura, desenho), o Atelier Livre foi transferido para duas salas no segundo piso do Mercado Público. No final da década de 1960, transferiu-se para uma casa localizada na rua Lobo da Costa.
Em 1978, ocorreu o grande salto qualitativo em termos de espaço físico, quando o Atelier Livre transferiu-se para o Centro Municipal de Cultura Lupicínio Rodrigues, inaugurado a 11 de novembro, sendo uma das "instituições âncora" do espaço, localizado na Avenida Érico Veríssimo, 307. 

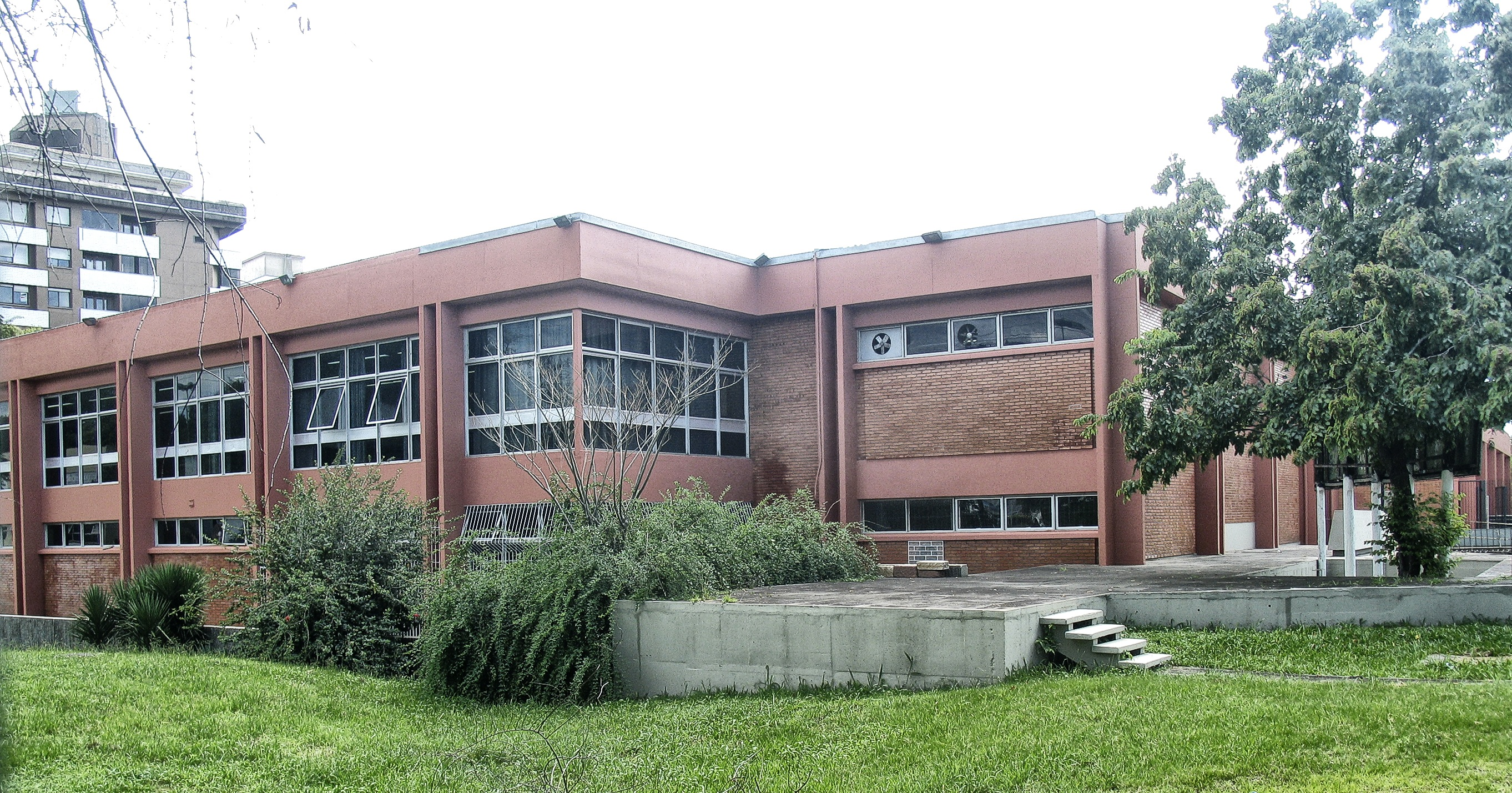
Sede atual - Atelier Livre

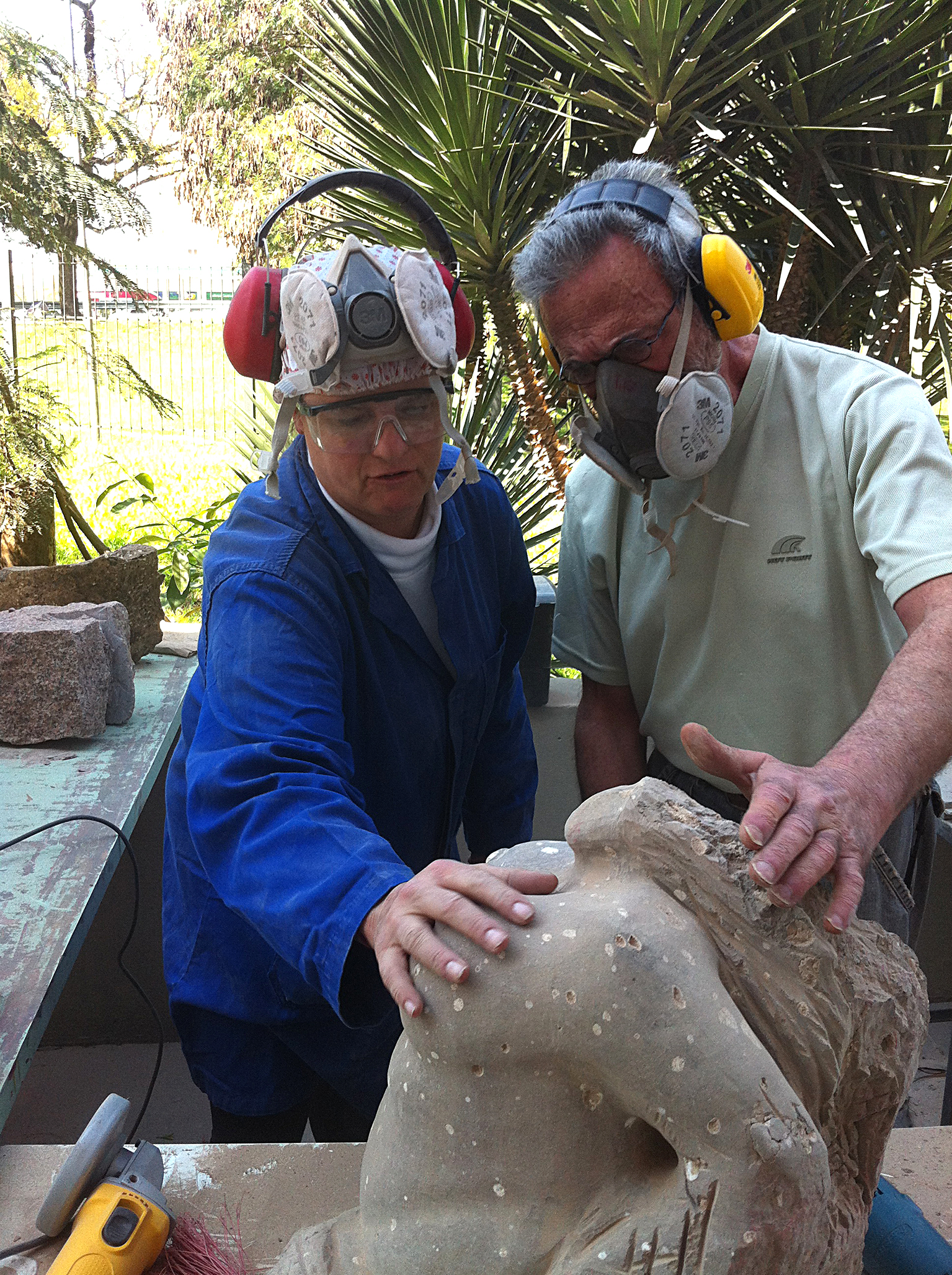
Aula de Escultura em pedras vulcânicas, 2012

O Atelier Livre foi o responsável por diversos eventos culturais que marcaram época na cidade, como o 1º Festival de Desenho (1981) e o 1º Festival de Arte da Cidade de Porto Alegre (1986), este, existente até hoje. Entre seus professores ilustres estão Francisco Stockinger, Danúbio Gonçalves, Armando Almeida, Carlos Carrion de Britto Velho, Paulo Porcella, Anico Herskovits, e já passaram por suas oficinas milhares de alunos.
O Atelier Livre oferece cursos regulares e temporários (com artistas convidados) em desenho, pintura, escultura, cerâmica, gravura, História da Arte e Organização Profissional do Artista Plástico, abertas para um público cuja exigência inicial é ter o mínimo de 16 anos de idade. O Atelier Livre também edita a revista impressa As Partes (ISSN 2178-8685), distribuída gratuitamente, e ainda mantém um local de exposições para serem mostrados os trabalhos das oficinas, o Espaço Alternativo, bem como, para o mesmo fim, organiza o Salão de Arte do Atelier Livre.

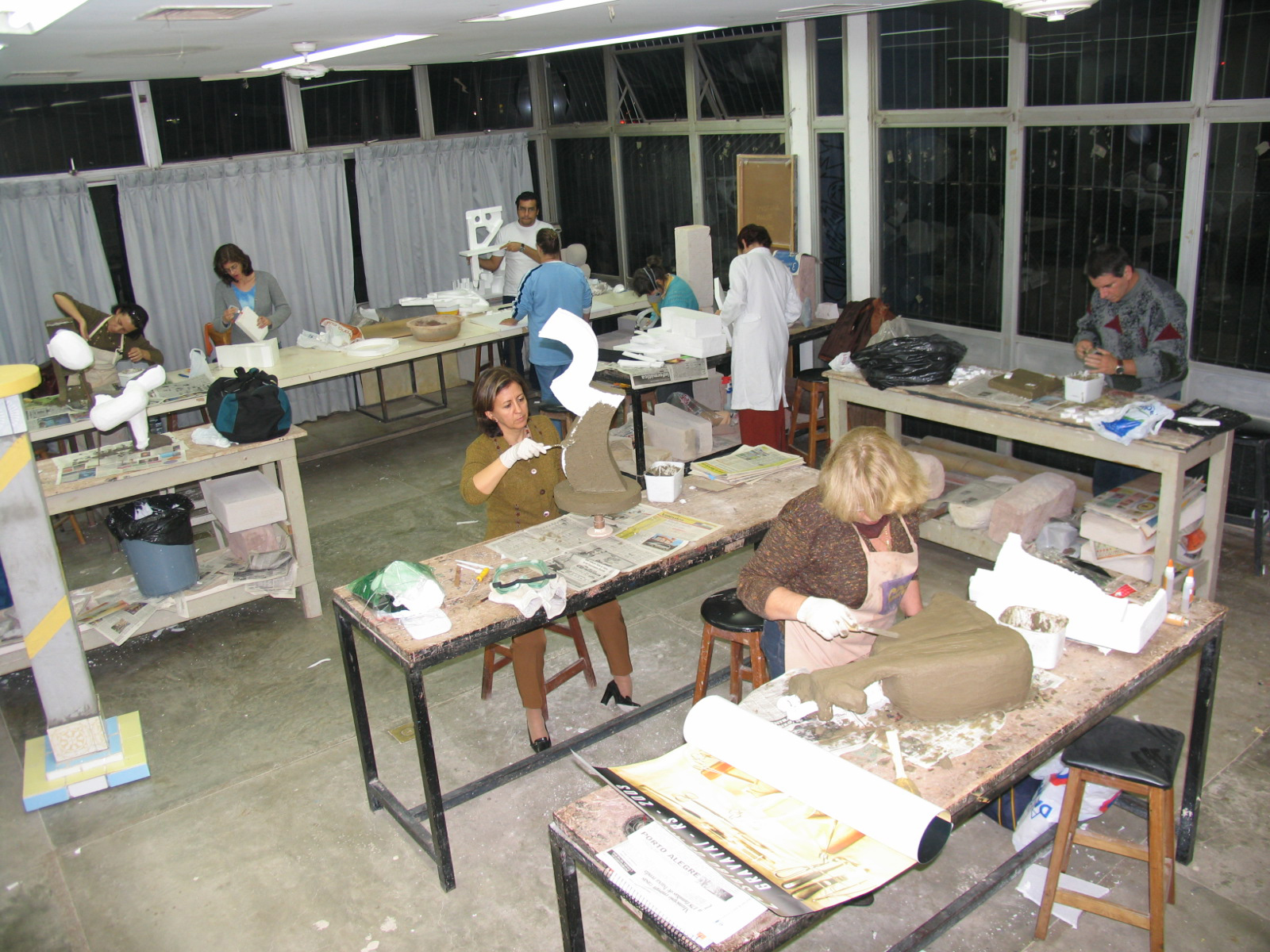
Aula de Escultura, em 2004